# Богородицький Василь Олексійович
Васи́ль Олексі́йович Богоро́дицький  (нар. 6 квітня 1857, м. Царевококшайськ, тепер Йошкар-Ола, Удмуртія, РФ — 23 грудня 1941, м. Казань, тепер Татарстан, РФ) — російський науковець, лінгвіст, професор Казанського університету, член-кореспондент Санкт-Петербурзької академії наук (з 1915).

## Життєпис
В 1880 році закінчив Казанський університет.
З 1888 року — професор цього університету, з 1922 — Східного педагогічного інституту (згодом Казанський педагогічний інститут).

## Праці
Автор численних праць з індоєвропейського, російського та тюркського мовознавства.
У працях «Курс граматики російської мови» (1883—1887), «Нариси з мовознавства і російської мови» (1901, останнє видання — 1935) та ін. залучав український мовний матеріал, особливо з історичної фонетики.
З метою вивчення української мови деякий час жив у селі Сушки (тепер Канівського району Черкаської області).
Описав фонетичну систему говірки цього села — «Діалектологічні нотатки, [в.] 3. Говірка села Сушки Золотоніського повіту Полтавської губернії» (1901). Характеристику поглядів Богородицького на українську мову дав Костянтин Михальчук.